# Вознесенское (Калининградская область)
Вознесенское (до 1938 — Венцловишкен, нем. Wenzlowischken, до 1946 — Венцбах, нем. Wenzbach) — посёлок в Нестеровском районе Калининградской области. Входит в состав Пригородного сельского поселения.

## История
В 1910 году численность населения Венцловишкена составляла 319 человек, в 1933 году — 349 человек, в 1939 году — 326 человек.
В 1938 году населенный пункт был переименован в Венцбах, в 1946 году — в поселок Вознесенское..

## Население
| 1910 | 1933 | 1939 | 2002 | 2010 |
| ---- | ---- | ---- | ---- | ---- |
| 319  | ↗349 | ↘326 | ↘131 | ↘105 |